# The VOCALOID Collection
The VOCALOID Collection(보카코레, 일본어: ボカコレ)는 주식회사 도완고가 주최하는 유저 참여형 이벤트이다. 표기는 회차별로 「The VOCALOID Collection~(실시연도)(계절)~」이며, 해시태그 등에서 사용하는 통칭은 「보카코레(실시연도)(계절)」이다.

## 개요
The VOCALOID Collection은 보컬로이드 문화를 계기로 인터넷 등에서 활동하는 크리에이터, 사용자, 기업 등 보컬로이드와 관련된 모든 사람이 참여할 수 있는 축제이다. 명칭에 보컬로이드가 들어가 있지만, 우타우, CeVIO, 신디사이저 V 등 보컬로이드 외의 음성 합성 소프트웨어 작품도 참여할 수 있다. 2020년부터 개최하고 있다.

## 개최 일정
|        | 명칭                                  | 개최 일정                     | 인터넷 총 방문자 수                                     |
| ------ | ------------------------------------- | ----------------------------- | ------------------------------------------------------- |
| 1      | The VOCALOID Collection ~2020 Winter~ | 2020년 12월 11일~12월 13일    | 104만 명                                                |
| 2      | The VOCALOID Collection ~2021 Spring~ | 2021년 4월 24일~4월 25일      | (불명)                                                  |
| 3      | The VOCALOID Collection ~2021 Autumn~ | 2021년 10월 14일~10월 17일    | 67만 명                                                 |
| 4      | The VOCALOID Collection ~2022 Spring~ | 2022년 4월 22일~4월 25일      | (불명)                                                  |
| 5      | The VOCALOID Collection ~2022 Autumn~ | 2022년 10월 8일~10월 10일     | 48만 명                                                 |
| 6      | The VOCALOID Collection ~2023 Spring~ | 2023년 3월 18일~3월 21일      | (불명)                                                  |
| 7      | The VOCALOID Collection ~2023 Summer~ | 2023년 8월 4일~8월 7일        | (불명)                                                  |
| 8      | The VOCALOID Collection ~2024 Winter~ | 2024년 2월 22일~2월 25일      | (불명)                                                  |
| (중지) | The VOCALOID Collection ~2024 Summer~ | 2024년 8월 2일~8월 5일 (취소) | 가도카와 및 니코니코 동화 사이버 공격, 이후 준비되었다. |
| 9      | The VOCALOID Collection ~2025 Winter~ | 2025년 2월 21일~2월 24일      | (불명)                                                  |
| 10     | The VOCALOID Collection ~2025 Summer~ | 2025년 8월 22일~8월 25일      | (미개최)                                                |

## 같이 보기
- 2024년 가도카와와 니코니코 동화에 대한 사이버 공격